# Kościół Świętych Feliksa i Adaukta w Kowalach
Kościół Świętych Feliksa i Adaukta – rzymskokatolicki kościół parafialny, położony przy ulicy Jana Pawła II 7 w Kowalach (gmina Praszka). Kościół należy do parafii św. Wojciecha w dekanacie Praszka, archidiecezji częstochowskiej.

## Historia i wyposażenie
Pierwszy drewniany kościół w Kowalach istniał w 1460 roku. W 1550 roku został odnowiony, jednak w 1804 został rozebrany ze względu na zły stan techniczny. Obecny pochodzi z lat 1833–1834. 
21 grudnia 1834 roku świątynia została konsekrowana przez dziekana krzepickiego księdza Wojciecha Szymańskiego. W 1988 roku świątynia została odnowiona.
Jest to kościół jednonawowy z prezbiterium i zakrystią od strony północnej. Wnętrze zdobią zabytkowe:
- ołtarz główny z XVII wieku,
- obraz śś. Feliksa i Adaukta z XVIII wieku,
- ołtarze boczne z XVIII i XIX wieku[3].